# (8885) Sette
(8885) Sette  es un asteroide perteneciente al cinturón de asteroides, descubierto el 13 de marzo de 1994 por Maura Tombelli  y Vittorio Goretti desde la Estación de la Cima Ekar, en Italia.

## Designación y nombre
Sette se designó inicialmente como 1994 EL3.
Más adelante fue nombrado en honor al astrónomo aficionado italiano Giancarlo Sette (n. 1927).

## Características orbitales
Sette orbita a una distancia media del Sol de 2,3904 ua, pudiendo acercarse hasta 2,1903 ua y alejarse hasta 2,5905 ua. Tiene una excentricidad de 0,0837 y una inclinación orbital de 12,9719° grados. Emplea en completar una órbita alrededor del Sol 1349 días.

## Características físicas
Su magnitud absoluta es 13,7. Tiene 6,704 km de diámetro. Su albedo se estima en 0,093. El valor de su periodo de rotación es de 212, h.